# 안녕 내 사랑 (드라마)
《안녕 내 사랑》은 1999년 9월 1일부터 1999년 10월 21일까지 방영된 문화방송 수목 미니시리즈이다.

## 등장 인물

### 주요 인물
- 안재욱 : 장민수 역
- 김희선 : 서연주 역
- 정준호 : 최기태 역
- 이혜영 : 임정애 역

### 그 외 인물
- 이태란 : 최희정 역
- 유준상 : 송대호 역
- 주현 : 최현수 역
- 최재원 : 동식 역
- 김민정 : 기태 모 역
- 김동주 : 연주 모 역
- 송재호 : 황인철 역
- 이윤성 : 박소영 역
- 설수진 : 윤경 역
- 윤영준 : 문경철 역
- 한준수
- 권인선 : 간호사 역
- 김일웅
- 한인수 : 재혁 부 역
- 송일국
- 조재혁
- 이승아
- 홍은희
- 김상엽
- 허성수
- 함신영
- 박주희